# M.B. December 21, 1984
Albums de Laibach
Jesus Christ Superstars
(1996) The John Peel Sessions
(2002)
M.B. December 21, 1984 est un album de Laibach, sorti le 23 juin 1997.

## Historique
M.B. December 21, 1984 compile différentes prestations du groupe. 
Les quatre premiers titres, « Sodba Veka », « Ti, Ki Izzivas », « Sila/Dokumenti » et « Sredi Bojev », ont été enregistrés le 21 décembre 1984 à Ljubljana au Malči Belič Hall, pendant un concert hommage à Tomaž Hostnik. « Nova Akropola », « Dokumenti II » et « Tito » proviennent quant à eux du concert du 26 avril 1985 à Zagreb au Kulušić. Le morceau « Tito » est un extrait d'un discours de Josip Broz Tito. Les deux dernières pistes, « Dokumenti III » et « Dokumenti IV » sont des enregistrements datant du 18 février 1985 au Berlin Atonal Festival.
Cet album est sorti chez The Grey Area, sous-label de Mute Records spécialisé dans les rééditions

## Liste des titres
| No | Titre                                     | Durée |
| -- | ----------------------------------------- | ----- |
| 1. | Sodba Veka (The Judgement Of The Century) | 4:34  |
| 2. | Ti, Ki Izzivas (You, Who Are Challenging) | 7:12  |
| 3. | Sila/Dokumenti (The Force/Documents)      | 9:10  |
| 4. | Sredi Bojev (In The Midst Of Struggles)   | 11:26 |
| 5. | Nova Akropola (The New Acropolis)         | 7:30  |
| 6. | Dokumenti II (Documents II)               | 5:34  |
| 7. | Tito                                      | 2:48  |
| 8. | Dokumenti III (Documents III)             | 5:06  |
| 9. | Dokumenti IV (Documents IV)               | 2:46  |

## Crédits

### Enregistrement et production
- Jack Balchin - enregistrement (titres 8 et 9)
- Lêo Vidmar - enregistrement (1 à 7)
- Radio Študent - enregistrement (1 à 7)

### Conception graphique
- Laibach - conception graphique (pochette)
- NK Studio - conception graphique (pochette)
- Tandar - conception graphique
- Franci Virant - photographie (couverture)
- Dušan Gerlica - photographie
- Jani Štravs - photographie
- Jože Suhadolnik - photographie
- Phil Nicholls - photographie
- Ervin Hladnik-Milharčič- notes internes
- Gorazd Suhadolnik - notes internes
- Ičo Vidmar - notes internes
- Taras Kermauner - notes internes
- Murray Bales - notes internes (langues)
- Philip Bart - notes internes (langues)
- Jasna Hrastnik - notes internes (traduction)

## Versions
| Type | Label                         | Référence     | Année | Pays        |
| ---- | ----------------------------- | ------------- | ----- | ----------- |
| CD   | The Grey Area, NSK Recordings | NSK 3 CD      | 1997  | Royaume-Uni |
| CD   | The Grey Area, NSK Recordings | 74321509702   | 1997  | Europe      |
| CD   | Mute Records                  | 9042-2        | 1997  | USA         |
| K7   | BMG                           | 74321 50970 4 | 1997  | Pologne     |
| K7   | KA Music                      | 941.150-4     | 1997  | Bulgarie    |